# 3,4-diidrossifenilacetato 2,3-diossigenasi
La 3,4-diidrossifenilacetato 2,3-diossigenasi è un enzima appartenente alla classe delle ossidoreduttasi, che catalizza la seguente reazione:
3,4-diidrossifenilacetato + O2 ⇄ 2-idrossi-5-carbossimetilmuconato semialdeide
L'enzima è una ferro-proteina.